# Maria Rosa Coccia
Maria Rosa Coccia (4. ledna 1759 Řím – listopad 1833? tamtéž) byla italská cembalistka a skladatelka.

## Život
Maria Rosa Coccia byla nejstarší dcerou římského lékárníka Antonia Coccia a jeho ženy Marie Angely Luzi. Od dětství projevovala mimořádný hudební talent. Jejím učitelem byl Sante Pesci, maestro di cappella baziliky Panny Marie Sněžné. Ve věku 13 let zkomponovala 6 sonát pro cembalo a oratorium Daniello, které bylo provedeno v Kongregaci oratoria sv. Filipa Neri.
Roku 1716 papež Klement XI. nařídil, že každý kdo chce provozovat hudbu v Římě, musí být členem Akademie sv. Cecílie a složit zkoušku před maestro di capella Akademie. V 16 letech Marie Rosa zkoušku složila, ale protože byla žena, nemohla vykonávat činnosti spojené s tímto členstvím. Stala se rovněž členkou římské Accademie de' Forti a Accademie Filarmonica v Bologni.
V roce 1780 maestro di cappela Francesco Capalti hrubě napadl členství Coccii v Akademii sv. Cecílie. Na její obranu vystoupili přední umělci té doby jako např. Pietro Metastasio, Carlo Broschi a Giovanni Battista Martini. Básník a filosof Michelle Mallio publikoval na její podporu spis Elogio storico della signora Maria Rosa Coccia romana (Řím, 1780).
Jako skladatelka se Maria Rosa Coccia okolo roku 1790 z neznámých důvodů odmlčela. Jediná informace pochází z roku 1832, kdy žádala Akademii sv. Cecilie o finanční podporu. Zemřela v Římě v následujícím roce.
Na její počest byla pojmenována římská umělecká akademie jejím jménem: L'Accademia Musicale e Artistica Maria Rosa Coccia.

## Dílo

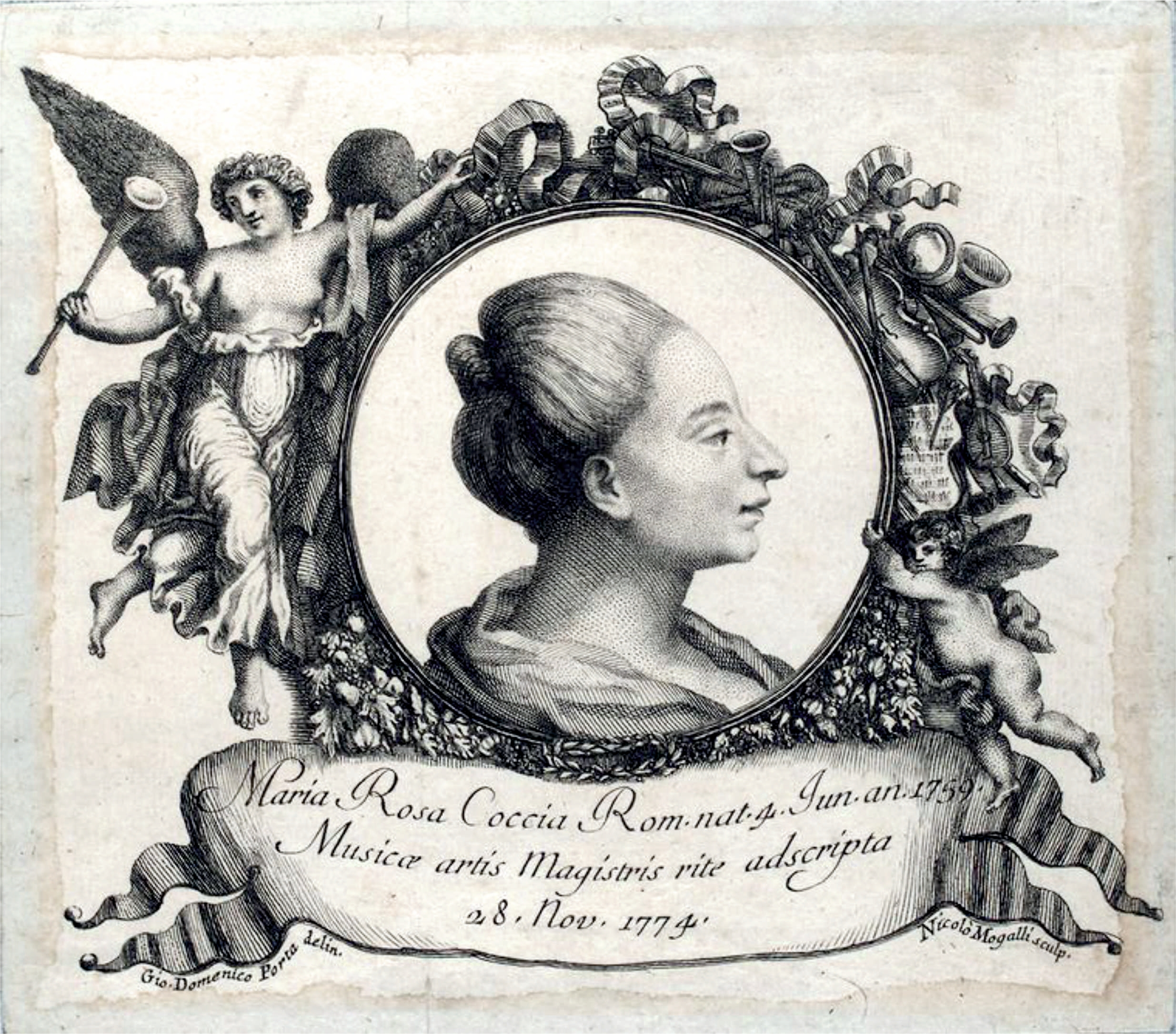
Mědirytina Nicollo Mogalliho podle Giovanni Domenica Porta

### Duchovní skladby
- Daniello nel lago dei leoni, oratorium (věnováno vévodkyni Marianně Caetani Sforza-Cesariniové, Řím, Chiesa Nuova, 1772)
- Magnificat pro soprán, kontraalt a varhany (1774)
- Dixit Dominus pro 8 hlasů a varhany (1775)
- Dixit Dominus pro 8 hlasů, housle, violu, hoboj, flétnu a lesní roh (může být totožné s předchozí skladbou)
- Confitebor pro soprán a varhany
- Salve Regina pro 2 hlasy a varhany
- Veni Creator Spiritus pro 4 hlasy a varhany
- 4 žalmy

### Jiné skladby
- Hic vir despiciens mundum, 4-hlasá fuga, Řím, 1774, skladba k přijetí do Congregazione di S Cecilia a Accademia Filarmonica, Bologna)
- L'isola disabitata (opera, Pietro Metastasio, 1772 Řím, Teatro Argentina, ztracena)
- Il trionfo d'Enea, kantáta pro soprán, kontraalt, tenor, housle, violu, lesní roh, trubku, hoboj, kontrabas a basso continuo (1779)
- Arsinoe, kantáta pro 4 hlasy a orchestr (1783)
- Qualche lagrime spargete
- Six Sonatas pro cembalo
- Menuety (1783)